# Half-Life 2: Survivor
Half-Life 2: Survivor (även skrivet som HλLF-LIFE2: Survivor, i pressmeddelanden HL2S) är ett arkadspel från Taito baserat på science fiction-förstapersonsskjutaren Half-Life 2 från Valve Corporation. Spelet tillkännagavs i november 2005 på ett slutet evenemang i Tokyo och sades då vara planerat för en release i mars 2006. Den första versionen av spelet kom ut i juni 2006 och en uppdaterad version (VER2.0) började säljas i november 2007. I februari 2010 stängde Taito ned onlinetjänsterna som spelet hade och den sista månadsvisa topplistan publicerades 26 februari.

## Spelupplägg
Half-Life 2: Survivor är en förstapersonsskjutare som styrs med två joystickar och två fotpedaler. Av spakarna styr den ena siktet och den andra för spelaren runt i miljöerna. Fotpedalerna är för att hoppa respektive ducka. Innan nätverkstjänsterna lades ned behövde spelarna ha ett Nesys-kort anslutet till maskinen för att kunna spela online, hamna på de globala topplistorna, öka i nivå, eller få survival gold. De survival gold som spelaren tjänade under speltillfället lagrades på kortet och kunde senare användas för att köpa fler vapen, karaktärsmodeller och emblem. Spelet har tre olika spellägen; story mode, mission mode och battle mode.
I story mode spelar endast en spelare och spelet följer mycket löst handlingen från Half-Life 2. Det finns sammanlagt tio kapitel i vilka det finns olika antal scener som i sin tur har olika uppdrag som spelaren kan välja att utföra för att klara av scenen. De tre olika kriterierna som spelaren ska sträva mot är att: ta sig till scenens slut, döda alla fiender på banan eller vinna mot en boss. Spelaren måste även klara av scenerna innan vissa andra kriterier är uppfyllda: spelaren når 0 HP, scenens timer når 0 eller att en eventuell datorstyrd partner når 0 HP. När en av dessa är avklarade så klarar spelaren scenen och får då gå vidare till nästa. När spelaren har klarat ett kapitels alla scener så går spelet vidare till nästa kapitel. Spelare utan Nesys-kort kan endast spela de tre första kapitlen. När spelare med Nesys-kort klarar ett kapitel får de survival gold motsvarande kapitlets nummer multiplicerat med 100.
Mission mode kan spelas av en ensam spelare eller med flera spelare (2-4) och går ut på att samla juveler eller förstöra utmärkta föremål. Om en spelare körde mission mode ensam, innan nättjänsterna lades ned, (och har ett Nesys-kort) sparades dennes toppoäng på Internet medan flerspelarläget är en tävling bland de spelande av vem som kan få flest poäng innan tiden tar slut. I flerspelarläget är det deathmatch-regler och i enspelarläget måste spelaren börja om från början när den dör. I enspelarläget får spelaren survival gold baserat på hur väl den spelade och i flerspelarläget får spelarna survival gold baserat på deras poäng i jämförelse med de andra spelarna.
Battle mode är en traditionell deathmatch där två lag med max fyra spelare per lag tävlar över nätverk. I battle mode finns det i sin tur fyra lägen; 全国 (hela landet) där spelaren spelar mot spelare från runt om hela landet (är numera nedlagt), 店内 (i butiken) där spelaren spelar mot andra spelare i samma arkad, シングル (ensam) där en till fyra spelare kan strida mot en datorstyrd motståndare och チュートリアル (övningsläge) där spelaren spelar mot fyra datorstyrda motståndare. Ett lag vinner när det gemensamt når 25 000 poäng och om tiden hinner ta slut vinner det laget med flest poäng. Poäng samlas genom att man skadar motståndarna och genom att man plockar upp identitetsbrickor som är olika värda beroende på nivån spelaren som tappade den har. Spelare med Nesys-kort i det vinnande laget belönas med Survivor Gold.
I battle mode kan spelarna välja mellan fem olika klasser: ソルジャー (soldat), レンジャー (kommandosoldat), スナイパー (prickskytt), エンジニア (ingenjör) och från och med VER2.0 メディック (sjukvårdare). Enligt Taito byttes banorna i battle mode ut en gång i veckan och det fanns en global topplista som nollställdes en gång i månaden.

## Kabinetter

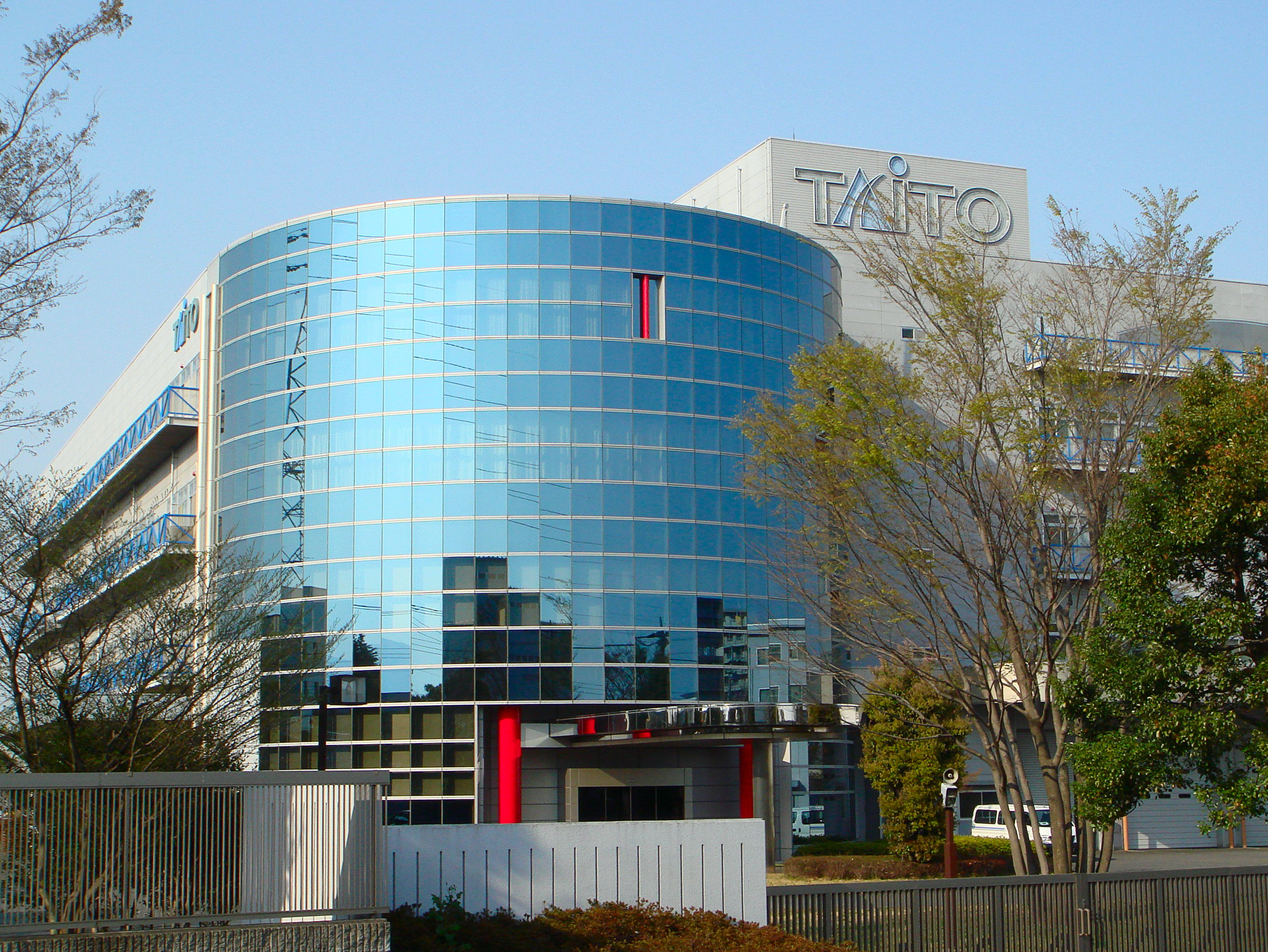
Ett kontor tillhörande Taito, som utvecklade såväl spelet som kabinetterna.

Det finns två olika varianter av kabinetter som spelet finns uppställt i: Deluxe-varianten som är försedd med två joystickar, två fotpedaler, 5.1 surroundljud, en 32 tums LCD-skärm och en stol samt SD-versionen som saknar 5.1-ljudet och stolen. Spelet skiljer sig ingenting mellan de två kabinetterna. Kabinetterna är utrustade med en Intel Celeron processor på 2,5 Ghz med möjlighet för att uppgraderas till en snabbare Celeron-processor eller en Pentium 4 på 3 GHz. I dem sitter även ett Radeon 9600SE (128 MB), 9600XT (128 MB) eller X700PRO (256 MB) samt 256 MB (upp till 2 GB) DDR266 eller DDR400 RAM. Spelet körs från Windows XP Embedded.

## Mottagande
Anoop Gantayat från IGN beskrev arkadkabinetten från förhandsvisningen sent 2006 med att "det ser coolt ut med ett orange-rosa-blått 'cyberpunk'-tema och en sits där baksidan lyser när enheten används." och anmärkte om vissa problem med spelets bildfrekvens, men att han hoppades på att det skulle vara löst till lansering. Gantayat tyckte även att spelets kontroller och stolen i deluxe-varianten (som var den enda som fanns tillgänglig vid eventet) var bra och bastanta. Eliza Gauger skrev för Kotaku att hon såg arkadmaskinens kontroller som "konstiga och förvirrande", men att hon gillade tanken på att spela Half-Life 2 på en arkadmaskin.